# Deutsches Meisterschaftsrudern 2017
Das 128. Deutsche Meisterschaftsrudern fand 2017 statt. Die Regatten der Kleinboote (Einer und Zweier ohne) wurden auf dem Elfrather See in Krefeld-Uerdingen ausgetragen. Die Großbootmeisterschaften fanden auf dem Salzgittersee in Salzgitter-Lebenstedt statt.
Insgesamt gab es 17 Medaillenentscheidungen. Dabei wurden in insgesamt 10 Bootsklassen bei den Männern und 7 bei den Frauen Deutsche Meister ermittelt.

## Medaillengewinner

### Männer
| Bootsklasse                           | Gold | Silber | Bronze |
| ------------------------------------- | --- | --- | --- |
| Einer                                 | Tim Ole Naske (RG Hansa Hamburg) | Henrik Runge (RG Hansa Hamburg) | Timo Piontek (Koblenzer RC Rhenania) |
| Doppelzweier                          | Rgm. RTHC Bayer Leverkusen / TV 1877 Essen-Kupferdreh Dominik Drüke Fabian Weiler | Stuttgarter RG von 1899 Florian Roller Emil Schmidberger | Rgm. Offenbacher RG Undine / Gießener RC Hassia Maximilian Fränkel Marc Weber                                                                               |
| Zweier ohne Steuermann                | Rgm. RV Rauxel / RV Treviris 1921 Malte Jakschik Richard Schmidt | Rgm. RC Westfalen Herdecke / RC Bergedorf Johannes Weißenfeld Torben Johannesen                                                                                      | Rgm. RTHC Bayer Leverkusen / Berliner RC Anton Braun Felix Drahotta                                                                                         |
| Doppelvierer                          | Rgm. RTHC Bayer Leverkusen / TV 1877 Essen-Kupferdreh Heiner Schwartz Michael Weppelmann Fabian Weiler Dominik Drüke | Rgm. Frankfurter RG Germania / Offenbacher RG Undine / Gießener RC Hassia Johannes Ursprung Marc Weber Maximilian Fränkel Raymund Bareuther                          | Rgm. Erster Kieler RC von 1862 / RG Hansa Hamburg / Der Hamburger und Germania RC Melvin Müller-Ruchholtz Malte Anton Koch Rami Tafeche Eric Magnus Paul    |
| Vierer ohne Steuermann                | Rgm. Siegburger RV / RG Wiking Berlin Patrik Stöcker Yannik Bauer Niklas Mäger Janek Schirrmacher | Frankfurter RG Germania 1869 Alexander Usen Moritz Bock Clemens Barth Nico Merget                                                                                    | RG Marktheidenfeld Sven Wirsching Johannes Rauh Stephan Carl Thomas Zaiser                                                                                  |
| Achter                                | Rgm. RU Arkona Berlin / RV Dorsten / RV Wandsbek / Celler RV / RTHC Bayer Leverkusen / Ratzeburger RC / RC Rheinfelden 1921 / RG Rotation Berlin / RG Treis-Karden 1969 Tobias Oppermann Lukas Frederik Müller Michael Trebbow Peter Kluge Felix Krane Arne Schwiethal Björn Birkner Stephan Riemekasten Jonas Wiesen (Stm.) | Frankfurter RG Germania 1869 Moritz Bock Jonas Kilthau Ivan Šarić Andreas Thiem Lukas Duhnkrack Raymund Bareuther Clemens Barth Nico Merget Max Schwartzkopff (Stm.) | Berliner RC Fabio de Oliveira Hendrik Kaltenborn Igor Lucic Clemens Ernsting Hendrik Bohnekamp Anton Finger René Schmela Anton Braun Axel Beutelmann (Stm.) |
| Leichtgewichts-Einer                  | Jason Osborne (Mainzer RV von 1878) | Lucas Schäfer (RuS Steinmühle Marburg) | Lars Wichert (RC Allemannia von 1866) |
| Leichtgewichts-Doppelzweier           | Stuttgarter RG von 1899 Patrik Möllerke Mathias Mages | Frankfurter RG Germania Johannes Ursprung Jan Bongwald | RG Wiking Berlin Daniel Haack Edvin Novak |
| Leichtgewichts-Zweier ohne Steuermann | Rgm. Frankfurter RG Germania 1869 / Siegburger RV Sven Keßler Patrik Stöcker | Rgm. Mainzer RV von 1878 / Deutscher Ruder-Club von 1884 Moritz Moos Julius Peschel                                                                                  | Rgm. Kölner RV von 1877 / RG Wiking Berlin Petar Cetkovic Niklas Mäger                                                                                      |
| Leichtgewichts-Vierer ohne Steuermann | RC Hansa von 1898 Lars Knipschild Jan Knipschild Simon Berkemeyer Julius Wagner | RG Wiking Berlin Marcel Gallien Carsten Borchardt Max Seibel Mirko Rahn                                                                                              | Rgm. TV 1877 Essen-Kupferdreh / ETuF Essen Sebastian Ridder Jannik Heil Jan Thiesbrummel Henning Sproßmann                                                  |

### Frauen
| Bootsklasse                 | Gold | Silber | Bronze |
| --------------------------- | --- | --- | --- |
| Einer                       | Lisa Schmidla (Crefelder RC 1883) | Annekatrin Thiele (SC DHfK Leipzig) | Daniela Schultze (RC Potsdam) |
| Doppelzweier                | Rgm. RV Münster von 1882 / Münchener RC von 1880 Luisa Neerschulte Constanze Duell | Rgm. RV Waltrop von 1928 / TV 1877 Essen-Kupferdreh Franziska Kampmann Laura Kampmann | Rgm. Frankfurter RG Germania 1869 / Rostocker RC von 1885 Clara Bergau Julia Leiding |
| Zweier ohne Steuerfrau      | Rgm. Dresdner RV / Dresdner RC 1902 Sina Kühne Katja Rübling | Rgm. RC Potsdam / RC Tegel 1886 Isabelle Hübener Alyssa Meyer | Rgm. Kettwiger RG von 1906 / Donau RC Ingolstadt Julia Barz Sophie Oksche |
| Doppelvierer                | Rgm. Frankfurter RG Germania / USV TU Dresden / Rostocker RC von 1885 Christiane Huth Clara Bergau Samantha Nesaida Julia Leiding | Rgm. Mannheimer RG Baden / Ludwigshafener RV von 1878 Inken Töwe Verena Moster Marie-Christine Gerhardt Barbara Thiele | Keine weiteren Boote am Start. |
| Achter                      | Rgm. Crefelder RC 1883 / Osnabrücker RV / Neusser RV / Münchener RC von 1880 / Donau RC Ingolstadt / Kettwiger RG von 1906 / Stuttgarter RG von 1899 / Lübecker RG von 1885 Marisa Staelberg Leonie Neuhaus Elisaveta Sokolkova Alexandra Höffgen Constanze Duell Sophie Oksche Julia Barz Svenja Leemhuis Larina Aylin Hillemann (Stf.) | Rgm. Siegburger RV / Koblenzer RC Rhenania / Greifswalder RC Hilda / ORC Rostock von 1956 / RC Tegel 1886 / RC Potsdam Charlotte Körner Helena Schäfer Carolin Dold Johanna Heyde Alyssa Meyer Anna Härtl Isabelle Hübener Stella Bleich Neele Erdtmann (Stf.) | Rgm. RG Hansa Hamburg / Alster-RV Hanseat Hamburg / Ratzeburger RC Catharina Kremer Stefanie Weigt Antonia Michaels Marissa Pohlmann Marieluise Witting Marie Zürcher Leonie Bergé Silja Runge Lina Hillers (Stf.) |
| Leichtgewichts-Einer        | Leonie Pless (Frankfurter RG Germania 1869) | Ronja Fini Sturm (RC Havel Brandenburg) | Vera Spanske (Neusser RV) |
| Leichtgewichts-Doppelzweier | RC Havel Brandenburg Steffi Donner Ronja Fini Sturm | RV Hellas Offenbach Elisabeth Ursprung Robina Wagner | Rgm. Neuköllner RC Berlin / RU Arkona Berlin 1879 Luisa Simon Sofie Vardakas |